# Pretty Loud (музичка група)
 (транскр.  Прити лауд) српска је ромска девојачка група формирана 2014. године, коју чине Силвија Синани, Злата Ристић, Елма Далипи, Дијана Ферхатовић, Злата Усковић, Злата Маринковић, Анастасија Амзић и Живка Ферхатовић.
Ово је прва ромска женска музичка група на свету, која је основана у Србији. Шест младих Ромкиња из Београда и шест из Ниша, направиле су бенд, како би се њихова жеља за равноправношћу и слободом чула што даље. „Pretty Loud“ кроз своју музику вршњакињама, али и свим женама широм планете, шаљу поруке охрабрења и подршке у постизању циљева, остваривању равноправности и грађену каријере. Певају о проблемима своје заједнице и поручују девојкама да нису саме и да имају подршку. Група је основана 2014. године, и снимају на ромском, српском и енглеском језику и за инострано тржиште.